# Conus achatinus
Conus achatinus é uma espécie de gastrópode do gênero Conus, pertencente à família Conidae.